# Chezal-Benoît
Chezal-Benoît és un municipi francès, situat al departament de Cher i a la regió de Centre – Vall del Loira. L'any 2007 tenia 854 habitants.

## Demografia

### Població
El 2007 la població de fet de Chezal-Benoît era de 854 persones. Hi havia 325 famílies, de les quals 107 eren unipersonals (40 homes vivint sols i 67 dones vivint soles), 119 parelles sense fills, 75 parelles amb fills i 24 famílies monoparentals amb fills.
La població ha evolucionat segons el següent gràfic:
Habitants censats

### Habitatges
El 2007 hi havia 427 habitatges, 333 eren l'habitatge principal de la família, 36 eren segones residències i 58 estaven desocupats. 367 eren cases i 59 eren apartaments. Dels 333 habitatges principals, 231 estaven ocupats pels seus propietaris, 94 estaven llogats i ocupats pels llogaters i 8 estaven cedits a títol gratuït; 1 tenia una cambra, 23 en tenien dues, 75 en tenien tres, 115 en tenien quatre i 119 en tenien cinc o més. 260 habitatges disposaven pel capbaix d'una plaça de pàrquing. A 195 habitatges hi havia un automòbil i a 104 n'hi havia dos o més.

### Piràmide de població
La piràmide de població per edats i sexe el 2009 era:
| Homes | Edats   | Dones |
| ----- | ------- | ----- |
| 0     | 95 o +  | 4     |
| 12    | 90 a 94 | 16    |
| 4     | 85 a 89 | 24    |
| 20    | 80 a 84 | 24    |
| 28    | 75 a 79 | 32    |
| 52    | 70 a 74 | 8     |
| 56    | 65 a 69 | 32    |
| 52    | 60 a 64 | 24    |
| 48    | 55 a 59 | 12    |
| 44    | 50 a 54 | 40    |
| 28    | 45 a 49 | 36    |
| 28    | 40 a 44 | 20    |
| 36    | 35 a 39 | 32    |
| 40    | 30 a 34 | 32    |
| 16    | 25 a 29 | 16    |
| 12    | 20 a 24 | 12    |
| 16    | 15 a 19 | 8     |
| 20    | 10 a 14 | 16    |
| 28    | 5 a 9   | 16    |
| 16    | 0 a 4   | 12    |

## Economia
El 2007 la població en edat de treballar era de 477 persones, 303 eren actives i 174 eren inactives. De les 303 persones actives 278 estaven ocupades (137 homes i 141 dones) i 25 estaven aturades (14 homes i 11 dones). De les 174 persones inactives 103 estaven jubilades, 20 estaven estudiant i 51 estaven classificades com a «altres inactius».

### Ingressos
El 2009 a Chezal-Benoît hi havia 338 unitats fiscals que integraven 709 persones, la mediana anual d'ingressos fiscals per persona era de 18.588 €.

### Activitats econòmiques
Dels 19 establiments que hi havia el 2007, 2 eren d'empreses alimentàries, 1 d'una empresa de fabricació d'altres productes industrials, 4 d'empreses de construcció, 4 d'empreses de comerç i reparació d'automòbils, 1 d'una empresa de transport, 1 d'una empresa d'hostatgeria i restauració, 1 d'una empresa de serveis, 3 d'entitats de l'administració pública i 2 d'empreses classificades com a «altres activitats de serveis».
Dels 4 establiments de servei als particulars que hi havia el 2009, 1 era una oficina de correu, 1 taller de reparació d'automòbils i de material agrícola, 1 lampisteria i 1 perruqueria.
Els 2 establiments comercials que hi havia el 2009 eren fleques.
L'any 2000 a Chezal-Benoît hi havia 19 explotacions agrícoles que ocupaven un total de 1.536 hectàrees.

## Equipaments sanitaris i escolars
El 2009 hi havia 1 un hospital de tractaments de llarga durada, 1 psiquiàtric i 1 farmàcia.
El 2009 hi havia una escola elemental.

## Poblacions més properes
El següent diagrama mostra les poblacions més properes.